# Fabrice Ondoa
Joseph Fabrice Ondoa Ebogo (Yaoundé, 24 dicembre 1995) è un calciatore camerunese, portiere dell'RFS Riga e della nazionale camerunense.

## Biografia
È cugino di André Onana, anch'egli portiere.

## Caratteristiche tecniche
Portiere reattivo tra i pali, dotato di ottimi riflessi - a cui abbina senso della posizione ed eccellenti mezzi fisici - ed efficace nelle uscite, sia alte che basse.
Interpreta il proprio ruolo in maniera moderna; non limita il proprio raggio d'azione all'area di rigore, ma agisce da libero aggiunto, costruendo il gioco dalle retrovie.

## Carriera

### Club
Muove i suoi primi passi in Camerun nella Fundaction Privada Samuel Eto'o, scuola calcio dell'asso camerunese. Sotto suggerimento dello stesso Eto'o, a 13 anni viene tesserato dal Barcellona, che lo inserisce nel proprio settore giovanile.
Dopo una breve parentesi al Pobla Mafumet – squadra satellite del Gimnàstic – il 17 agosto 2016 passa in prestito con diritto di riscatto al Siviglia Atlético. L'11 maggio 2017 la società riscatta il cartellino dell'estremo difensore, che si lega agli andalusi fino al 2020.
Il 27 giugno 2018 firma un quadriennale con l'Ostenda. Dopo essersi alternato nel corso della stagione al collega William Dutoit, perde successivamente il posto da titolare, venendo relegato in panchina. Il 15 dicembre 2020 viene licenziato dalla società belga per aver violato le norme anti COVID-19 durante il lockdown.
Nel febbraio 2021 viene tesserato per tre stagioni dall'Alavés, che lo gira in prestito all'Istria 1961. Nel 2022 viene ingaggiato dall'Auda Ķekava, nel campionato lettone.
Il 1º settembre 2023 firma un biennale con il Nîmes, formazione impegnata nella terza divisione francese.

### Nazionale
Esordisce in nazionale il 6 settembre 2014 contro la Repubblica Democratica del Congo, partita valida per l'accesso alla fase finale della Coppa d'Africa 2015. Il 5 gennaio 2017 il CT Broos lo inserisce nella lista dei 23 convocati che prenderanno parte alla Coppa d'Africa 2017, per sopperire anche alle assenze dovute al rifiuto di 7 giocatori - tra cui Matip e Choupo-Moting - di partecipare alla manifestazione.
Prima scelta tra i pali, condurrà – respinge un rigore decisivo a Sadio Mané ai quarti contro il Senegal – la selezione camerunese alla finale vinta contro l'Egitto, venendo nominato miglior portiere del torneo al termine della rassegna.

## Statistiche

### Presenze e reti nei club
Statistiche aggiornate al 30 gennaio 2025.
| Stagione                 | Squadra                  | Campionato               | Campionato | Campionato | Coppa nazionale | Coppa nazionale | Coppa nazionale | Coppe continentali | Coppe continentali | Coppe continentali | Altre coppe | Altre coppe | Altre coppe | Totale | Totale |
| Stagione                 | Squadra                  | Comp                     | Pres       | Reti       | Comp            | Pres            | Reti            | Comp               | Pres               | Reti               | Comp        | Pres        | Reti        | Pres   | Reti   |
| ------------------------ | ------------------------ | ------------------------ | ---------- | ---------- | --------------- | --------------- | --------------- | ------------------ | ------------------ | ------------------ | ----------- | ----------- | ----------- | ------ | ------ |
| 2014-2015                | Barcellona B             | SD                       | 0          | 0          | -               | -               | -               | -                  | -                  | -                  | -           | -           | -           | 0      | 0      |
| 2015-gen. 2016           | Barcellona B             | SDB                      | 0          | 0          | -               | -               | -               | -                  | -                  | -                  | -           | -           | -           | 0      | 0      |
| Totale Barcellona B      | Totale Barcellona B      | Totale Barcellona B      | 0          | 0          |                 | -               | -               |                    | -                  | -                  |             | -           | -           | 0      | 0      |
| gen.-giu. 2016           | Pobla Mafumet            | SDB                      | 5          | -10        | CR              | -               | -               | -                  | -                  | -                  | -           | -           | -           | 5      | -10    |
| 2016-2017                | Siviglia Atlético        | SD                       | 2          | -2         | -               | -               | -               | -                  | -                  | -                  | -           | -           | -           | 2      | -2     |
| 2017-2018                | Siviglia Atlético        | SD                       | 3          | -7         | -               | -               | -               | -                  | -                  | -                  | -           | -           | -           | 3      | -7     |
| Totale Siviglia Atlético | Totale Siviglia Atlético | Totale Siviglia Atlético | 5          | -9         |                 | -               | -               |                    | -                  | -                  |             | -           | -           | 5      | -9     |
| 2018-2019                | Ostenda                  | D1                       | 17+6       | -28 + -9   | CB              | 0               | 0               | -                  | -                  | -                  | -           | -           | -           | 23     | -37    |
| 2019-2020                | Ostenda                  | D1                       | 5          | -10        | CB              | 2               | -1              | -                  | -                  | -                  | -           | -           | -           | 7      | -11    |
| ago.-dic. 2020           | Ostenda                  | D1                       | 0          | 0          | CB              | 0               | 0               | -                  | -                  | -                  | -           | -           | -           | 0      | 0      |
| Totale Ostenda           | Totale Ostenda           | Totale Ostenda           | 28         | -47        |                 | 2               | -1              |                    | -                  | -                  |             | -           | -           | 30     | -48    |
| feb.-giu. 2021           | Istria 1961              | 1. HNL                   | 0          | 0          | CC              | 1               | 0               | -                  | -                  | -                  | -           | -           | -           | 1      | 0      |
| 2022                     | Auda Ķekava              | VL                       | 30         | -27        | CL              | 4               | -2              | -                  | -                  | -                  | -           | -           | -           | 34     | -29    |
| 2023                     | Auda Ķekava              | VL                       | 12         | -11        | CL              | 0               | 0               | UECL               | 0                  | 0                  | -           | -           | -           | 12     | -11    |
| Totale Auda Ķekava       | Totale Auda Ķekava       | Totale Auda Ķekava       | 42         | -38        |                 | 4               | -2              |                    | 0                  | 0                  |             | -           | -           | 46     | -40    |
| 2023-2024                | Nîmes                    | CN                       | 3          | -6         | CF              | 2               | -1              | -                  | -                  | -                  | -           | -           | -           | 5      | -7     |
| 2024                     | RFS Riga                 | VL                       | 12         | -7         | CL              | 1               | -3              | UCL+UEL            | 4+12               | -7 + -16           | -           | -           | -           | 29     | -33    |
| Totale carriera          | Totale carriera          | Totale carriera          | 95         | -117       |                 | 10              | -7              |                    | 16                 | -23                |             | -           | -           | 121    | -147   |

### Cronologia presenze e reti in nazionale
| Cronologia completa delle presenze e delle reti in nazionale ― Camerun | Cronologia completa delle presenze e delle reti in nazionale ― Camerun | Cronologia completa delle presenze e delle reti in nazionale ― Camerun | Cronologia completa delle presenze e delle reti in nazionale ― Camerun | Cronologia completa delle presenze e delle reti in nazionale ― Camerun | Cronologia completa delle presenze e delle reti in nazionale ― Camerun | Cronologia completa delle presenze e delle reti in nazionale ― Camerun | Cronologia completa delle presenze e delle reti in nazionale ― Camerun |
| Data                                                                   | Città                                                                  | In casa                                                                | Risultato                                                              | Ospiti                                                                 | Competizione                                                           | Reti                                                                   | Note                                                                   |
| ---------------------------------------------------------------------- | ---------------------------------------------------------------------- | ---------------------------------------------------------------------- | ---------------------------------------------------------------------- | ---------------------------------------------------------------------- | ---------------------------------------------------------------------- | ---------------------------------------------------------------------- | ---------------------------------------------------------------------- |
| 6-9-2014                                                               | Lubumbashi                                                             | RD del Congo                                                           | 0 – 2                                                                  | Camerun                                                                | Qual. Coppa d'Africa 2015                                              | -                                                                      |                                                                        |
| 10-9-2014                                                              | Yaoundé                                                                | Camerun                                                                | 4 – 1                                                                  | Costa d'Avorio                                                         | Qual. Coppa d'Africa 2015                                              | -1                                                                     |                                                                        |
| 10-10-2014                                                             | Yaoundé                                                                | Sierra Leone                                                           | 0 – 0                                                                  | Camerun                                                                | Qual. Coppa d'Africa 2015                                              | -                                                                      |                                                                        |
| 15-10-2014                                                             | Yaoundé                                                                | Camerun                                                                | 2 – 0                                                                  | Sierra Leone                                                           | Qual. Coppa d'Africa 2015                                              | -                                                                      |                                                                        |
| 15-11-2014                                                             | Yaoundé                                                                | Camerun                                                                | 1 – 0                                                                  | RD del Congo                                                           | Qual. Coppa d'Africa 2015                                              | -                                                                      |                                                                        |
| 19-11-2014                                                             | Abidjan                                                                | Costa d'Avorio                                                         | 0 – 0                                                                  | Camerun                                                                | Qual. Coppa d'Africa 2015                                              | -                                                                      |                                                                        |
| 7-1-2015                                                               | Yaoundé                                                                | Camerun                                                                | 1 – 1                                                                  | RD del Congo                                                           | Amichevole                                                             | -1                                                                     |                                                                        |
| 10-1-2015                                                              | Libreville                                                             | Camerun                                                                | 1 – 1                                                                  | Sudafrica                                                              | Amichevole                                                             | -1                                                                     |                                                                        |
| 20-1-2015                                                              | Bamako                                                                 | Mali                                                                   | 1 – 1                                                                  | Camerun                                                                | Coppa d'Africa 2015 - 1º turno                                         | -1                                                                     |                                                                        |
| 24-1-2015                                                              | Malabo                                                                 | Camerun                                                                | 1 – 1                                                                  | Guinea                                                                 | Coppa d'Africa 2015 - 1º turno                                         | -1                                                                     |                                                                        |
| 28-1-2015                                                              | Malabo                                                                 | Costa d'Avorio                                                         | 1 – 0                                                                  | Camerun                                                                | Coppa d'Africa 2015 - 1º turno                                         | -1                                                                     |                                                                        |
| 25-3-2015                                                              | Giacarta                                                               | Indonesia                                                              | 0 – 1                                                                  | Camerun                                                                | Amichevole                                                             | -                                                                      |                                                                        |
| 9-6-2015                                                               | Mons                                                                   | RD del Congo                                                           | 1 – 1                                                                  | Camerun                                                                | Amichevole                                                             | -1                                                                     |                                                                        |
| 14-6-2015                                                              | Yaoundé                                                                | Camerun                                                                | 1 – 0                                                                  | Mauritania                                                             | Qual. Coppa d'Africa 2017                                              | -                                                                      |                                                                        |
| 6-9-2015                                                               | Bakau                                                                  | Gambia                                                                 | 0 – 1                                                                  | Camerun                                                                | Qual. Coppa d'Africa 2017                                              | -                                                                      |                                                                        |
| 11-10-2015                                                             | Bruxelles                                                              | Nigeria                                                                | 3 – 0                                                                  | Camerun                                                                | Amichevole                                                             | -2                                                                     | 71’                                                                    |
| 29-3-2016                                                              | Durban                                                                 | Sudafrica                                                              | 0 – 0                                                                  | Camerun                                                                | Qual. Coppa d'Africa 2017                                              | -                                                                      |                                                                        |
| 30-5-2016                                                              | Nantes                                                                 | Francia                                                                | 3 – 2                                                                  | Camerun                                                                | Amichevole                                                             | -3                                                                     |                                                                        |
| 3-6-2016                                                               | Nouakchott                                                             | Mauritania                                                             | 0 – 1                                                                  | Camerun                                                                | Qual. Coppa d'Africa 2017                                              | -                                                                      |                                                                        |
| 3-9-2016                                                               | Yaoundé                                                                | Camerun                                                                | 2 – 0                                                                  | Gambia                                                                 | Qual. Coppa d'Africa 2017                                              | -                                                                      |                                                                        |
| 9-10-2016                                                              | Blida                                                                  | Algeria                                                                | 1 – 1                                                                  | Camerun                                                                | Qual. Mondiali 2018                                                    | -1                                                                     |                                                                        |
| 12-11-2016                                                             | Yaoundé                                                                | Camerun                                                                | 1 – 1                                                                  | Zambia                                                                 | Qual. Mondiali 2018                                                    | -1                                                                     |                                                                        |
| 5-1-2017                                                               | Yaoundé                                                                | Camerun                                                                | 2 – 0                                                                  | RD del Congo                                                           | Amichevole                                                             | -                                                                      | 46’                                                                    |
| 10-1-2017                                                              | Yaoundé                                                                | Camerun                                                                | 1 – 1                                                                  | Zimbabwe                                                               | Amichevole                                                             | -1                                                                     |                                                                        |
| 14-1-2017                                                              | Libreville                                                             | Burkina Faso                                                           | 1 – 1                                                                  | Camerun                                                                | Coppa d'Africa 2017 - 1º turno                                         | -1                                                                     |                                                                        |
| 18-1-2017                                                              | Libreville                                                             | Camerun                                                                | 2 – 1                                                                  | Guinea-Bissau                                                          | Coppa d'Africa 2017 - 1º turno                                         | -1                                                                     |                                                                        |
| 22-1-2017                                                              | Libreville                                                             | Camerun                                                                | 0 – 0                                                                  | Gabon                                                                  | Coppa d'Africa 2017 - 1º turno                                         | -                                                                      |                                                                        |
| 28-1-2017                                                              | Libreville                                                             | Senegal                                                                | 0 – 0 dts (4 – 5 dtr)                                                  | Camerun                                                                | Coppa d'Africa 2017 - Quarti di finale                                 | -                                                                      |                                                                        |
| 2-2-2017                                                               | Franceville                                                            | Camerun                                                                | 2 – 0                                                                  | Ghana                                                                  | Coppa d'Africa 2017 - Semifinale                                       | -                                                                      |                                                                        |
| 5-2-2017                                                               | Libreville                                                             | Egitto                                                                 | 1 – 2                                                                  | Camerun                                                                | Coppa d'Africa 2017 - Finale                                           | -1                                                                     |                                                                        |
| 24-3-2017                                                              | Radès                                                                  | Tunisia                                                                | 0 – 1                                                                  | Camerun                                                                | Amichevole                                                             | -                                                                      |                                                                        |
| 10-6-2017                                                              | Yaoundé                                                                | Camerun                                                                | 1 – 0                                                                  | Marocco                                                                | Qual. Coppa d'Africa 2019                                              | -                                                                      |                                                                        |
| 18-6-2017                                                              | Mosca                                                                  | Camerun                                                                | 0 – 2                                                                  | Cile                                                                   | Conf. Cup 2017 - 1º turno                                              | -2                                                                     |                                                                        |
| 22-6-2017                                                              | San Pietroburgo                                                        | Camerun                                                                | 1 – 1                                                                  | Australia                                                              | Conf. Cup 2017 - 1º turno                                              | -1                                                                     |                                                                        |
| 25-6-2017                                                              | Soči                                                                   | Germania                                                               | 3 – 1                                                                  | Camerun                                                                | Conf. Cup 2017 - 1º turno                                              | -3                                                                     |                                                                        |
| 1-9-2017                                                               | Uyo                                                                    | Nigeria                                                                | 4 – 0                                                                  | Camerun                                                                | Qual. Mondiali 2018                                                    | -4                                                                     |                                                                        |
| 4-9-2017                                                               | Yaoundé                                                                | Camerun                                                                | 1 – 1                                                                  | Nigeria                                                                | Qual. Mondiali 2018                                                    | -1                                                                     |                                                                        |
| 7-10-2017                                                              | Yaoundé                                                                | Camerun                                                                | 2 – 0                                                                  | Algeria                                                                | Qual. Mondiali 2018                                                    | -                                                                      |                                                                        |
| 11-11-2017                                                             | Ndola                                                                  | Zambia                                                                 | 2 – 2                                                                  | Camerun                                                                | Qual. Mondiali 2018                                                    | -2                                                                     |                                                                        |
| 25-3-2018                                                              | Madinat al-Kuwait                                                      | Kuwait                                                                 | 1 – 3                                                                  | Camerun                                                                | Amichevole                                                             | -1                                                                     | 31’ 62’                                                                |
| 16-10-2018                                                             | Blantyre                                                               | Malawi                                                                 | 0 – 0                                                                  | Camerun                                                                | Qual. Coppa d'Africa 2019                                              | -                                                                      |                                                                        |
| 20-11-2018                                                             | Milton Keynes                                                          | Brasile                                                                | 1 – 0                                                                  | Camerun                                                                | Amichevole                                                             | -                                                                      | 46’                                                                    |
| 12-10-2019                                                             | Radès                                                                  | Tunisia                                                                | 0 – 0                                                                  | Camerun                                                                | Amichevole                                                             | -                                                                      |                                                                        |
| 9-10-2020                                                              | Utrecht                                                                | Giappone                                                               | 0 – 0                                                                  | Camerun                                                                | Amichevole                                                             | -                                                                      |                                                                        |
| 26-3-2021                                                              | Praia                                                                  | Capo Verde                                                             | 3 – 1                                                                  | Camerun                                                                | Qual. Coppa d'Africa 2021                                              | -3                                                                     |                                                                        |
| 10-6-2023                                                              | San Diego                                                              | Messico                                                                | 2 – 2                                                                  | Camerun                                                                | Amichevole                                                             | -2                                                                     |                                                                        |
| 12-10-2023                                                             | Mosca                                                                  | Russia                                                                 | 1 – 0                                                                  | Camerun                                                                | Amichevole                                                             | -1                                                                     |                                                                        |
| 17-11-2023                                                             | Douala                                                                 | Camerun                                                                | 3 – 0                                                                  | Mauritius                                                              | Qual. Mondiali 2026                                                    | -                                                                      | 81’                                                                    |
| 21-11-2023                                                             | Bengasi                                                                | Libia                                                                  | 1 – 1                                                                  | Camerun                                                                | Qual. Mondiali 2026                                                    | -1                                                                     |                                                                        |
| 9-1-2024                                                               | Gedda                                                                  | Zambia                                                                 | 1 – 1                                                                  | Camerun                                                                | Amichevole                                                             | -1                                                                     |                                                                        |
| 15-1-2024                                                              | Yamoussoukro                                                           | Camerun                                                                | 1 – 1                                                                  | Guinea                                                                 | Coppa d'Africa 2023 - 1º turno                                         | -1                                                                     |                                                                        |
| 23-1-2024                                                              | Bouaké                                                                 | Gambia                                                                 | 2 – 3                                                                  | Camerun                                                                | Coppa d'Africa 2023 - 1º turno                                         | -2                                                                     |                                                                        |
| 27-1-2024                                                              | Abidjan                                                                | Nigeria                                                                | 2 – 0                                                                  | Camerun                                                                | Coppa d'Africa 2023 - Ottavi di finale                                 | -2                                                                     |                                                                        |
| Totale                                                                 |                                                                        | Presenze                                                               | 53                                                                     |                                                                        | Reti                                                                   | -45                                                                    |                                                                        |

## Palmarès

### Club

#### Competizioni giovanili
- UEFA Youth League: 1

Barcellona: 2013-2014

#### Competizioni nazionali
- Coppa di Lettonia: 2

Auda Ķekava: 2022
RFS Riga: 2024
- Campionato lettone: 1

RFS Riga: 2024

### Nazionale
- Coppa d'Africa: 1

Gabon 2017

### Individuale
- Miglior squadra della Coppa d'Africa: 1

2017